# 柴草玲
柴草 玲（しばくさ れい、女性、1968年4月1日 - ）は、日本のシンガーソングライター、作詞家・作曲家、歌手、キーボーディスト。埼玉県出身。

## 概要
1990年代前半、チカブーンのキーボード奏者として活動。その後、Cocco、松田聖子らへ楽曲提供、ピアノ弾き語りのライブ活動を続け、ソロ・アルバムを発表。映画・テレビ番組の音楽も担当。ピアノ、カシオトーンに加えて、アコーディオンも演奏する。『不惑のアダージョ』（ゆうばり国際ファンタスティック映画祭2009・特別上映作品）他の井上都紀監督作品に出演、女優としても活動。現在はライブ活動を精力的に行っている。西荻窪アートリオンにて毎月ワンマンライブを開催。

## 経歴

### デビューまで
5歳からピアノを習い始め、国立音楽大学ピアノ科に進学。この頃、ジャズピアノ奏者である山下洋輔の演奏に接し、クラシック以外の音楽にも関心を持つ。学生時代、「柴草玲トリオ」というジャズトリオで活動。

### バンドのキーボード奏者として
1992年1月、女性ばかりのサルサバンド「チカブーン」にキーボード奏者として参加。ビクター音楽産業からメジャー・デビュー。1993年、日本ゴールドディスク大賞のニューアーティスト賞を受賞。作曲を担当した「春 夏 秋 冬・朝 昼 夜」が田村正和主演のTBSドラマ『カミさんの悪口』（「東芝日曜劇場」1993年10月17日 - 12月26日）の主題歌に採用。他に、「夏がせつない」「あなたの声に逢いたくて」（関西セルラーCM）「愛をCooking」と一連のヒットシングル、「未来へのパートナー」、「もう想い出に逃げない」、「夜明けの青」などの作曲を手掛けた。

### サポート・ミュージシャン、楽曲提供者として
1995年、チカブーンを脱退後、大江千里、松山千春等のスタジオ&ツアーサポートとして活動。佐野聡、佐々木史郎らのブラス・ユニットBACCHUSに参加。アルバム「FUNK A LA MODE」を1997年にメルダックからリリース。
Cocco、沢田知可子、相川七瀬、鳳山雅姫、松田聖子等へ楽曲提供も行っている。 このうち、Coccoの「強く儚い者たち」（1997年11月21日リリース）は、日本航空「JALハワイ・キャンペーン」CMソングとなり、オリコン最高位18位、「樹海の糸」（1999年4月14日）は、オリコン最高位3位となる。

### ソロアーティストに
1999年4月から作詞家・作曲家兼歌手として個人の活動、主に東京都内でのピアノの弾き語りライブを始める。
2001年4月、初のミニ・アルバム『遺伝子』を自主制作。同年6月に『あじさい』を店頭流通にのる作品として発売。2002年に『レクイエム』とコンスタントにリリース。「あじさい」「レクイエム」のミュージック・ビデオがインターネットで配信された。
2002年4月から、RADIO BERRYで『柴草玲のイヌラジ』放送開始。
2003年2月・3月、作詞・作曲・歌を担当した「ヒナのうた」（アニメーション：南家こうじ）がNHK『みんなのうた』で放送される。
2005年、芥川賞作家・柳美里の書き下ろしの詩「さくら散る前に」を作曲。奥田美和子のアルバム『二人』（2005年6月22日リリース）に収録。柳と奥田は、あらかじめ柴草を作曲家とすることを決めて依頼したという。
『うつせみソナタ』（2003年）、『会話』（2004年）、『小唄婦人』（2006年）とアルバムを発表、現在に至る。

## ディスコグラフィ

### アルバム
- 遺伝子　（自主制作盤、2001年4月1日）
  1. 遺伝子
  2. オリーブの実
  3. アクアリウム
  4. ファックス(New York Version)
  5. 夜明け−Dedicated to RYO-chan−
- あじさい　（meer tracks、2001年6月27日）
  1. あじさい[3]
  2. 井戸の夢
  3. 金魚
  4. ローランド・カークが聴こえる
  5. おやすみ
- レクイエム　（meer tracks、2002年2月14日）
  1. レクイエム
  2. P.S.
  3. 蒼い影
  4. オキナワソバヤのネエサンへ
  5. 宴
  6. 吸殻とノクターン
- うつせみソナタ　（2003年8月27日）
  1. 川辺
  2. 祭りばやし
  3. 煉瓦のかぞえ唄
  4. 国立
  5. 微粒子
  6. 7月5日（月食）
  7. 虚蝉
  8. 前山にて
- 会話　（日本クラウン、2004年12月1日）
  1. 靴の詩
  2. オリーブの実
  3. 月夜のキス
  4. アクアリウム
  5. ヒガンバナ
  6. 会話
  7. 耳打ち
  8. 精霊たちのえくぼ
  9. ヒヨドリが見てた
- 小唄婦人　（2006年）
  1. ゴルゴ13のうた
  2. さよならウンチ
  3. 20世紀バレエ団を観た帰り
  4. ぞうのはなこさん
  5. こわれたピアノ
  6. 季節はずれのゴーヤ
  7. "シリーズ街"〜どっちがショボイかな？〜おがわしんいちろう
  8. イヌラジ小唄ジングル〜カシオトーンメドレー〜
  9. 哀しまないでウコッケイ
  10. オキナワで二番安いシーサー屋のおじいは言った
  11. Ilove のびる
  12. 小さな社宅
  13. だれだっけ
  14. ざしきわらしのうた
  15. 私はバレリーナ
  16. キッチンおじさん
  17. 桜島
  18. アカシヤの部屋で
- さげまんのタンゴ　（2010年12月18日 CD+DVD 2枚組）
  - disc1 CD
    1. さげまんのタンゴ
    2. ホテルおぎくぼ
    3. 千代さんの日記

  - disc2 DVD
    1. さげまんのタンゴ：Music Clip
    2. さげまんのタンゴ：Behind the Scenes
    3. さげまんのタンゴ：カラオケ

### シングル
- 精霊たちのえくぼ　（日本クラウン、2004年10月27日）
  1. 精霊たちのえくぼ
  2. かげぼうし
  3. アクアリウム

### オムニバス
- EVER POP/NEXT BREAK〜ALL SEASON LADY’S VOCAL COLLECTION2002年11月21日（岡北有由、柳田久美子、成底ゆう子、代田幸子、倉橋ヨエコ、イズミカワソラ、高岡奈央、坂本麗衣、笹川美和とのオムニバスアルバム、「遺伝子」収録）

### その他
- 「かんじるさんすう 1,2,3!」（作詞・作曲・編曲・歌）

## 提供曲
- 相川七瀬

「目下の恋人」 作詞：相川七瀬、作曲・編曲：柴草玲
「時の風」 作詞：相川七瀬、作曲：柴草玲、編曲：山口一久
- 奥田美和子

「さくら散る前に」 作詞：柳美里、作曲：柴草玲、編曲：山口一久
- Cocco

「首。」 作詞：こっこ、作曲：柴草玲、編曲：根岸孝旨
「強く儚い者たち」 作詞：こっこ、作曲：柴草玲、編曲：根岸孝旨
「樹海の糸」 作詞：こっこ、作曲：柴草玲、編曲：根岸孝旨
「星に願いを」 作詞：こっこ、作曲：柴草玲、編曲：根岸孝旨
- 坂本真綾

「Driving in the silence」 作詞：坂本真綾、作曲：柴草玲、編曲：河野伸
- 沢田知可子

「恋の詩、うたって…。」 作詞：沢田知可子、作曲：柴草玲、編曲：小野澤篤
- しらいしりょうこ

「真冬の向日葵」 作詞：白石玲子、作曲：柴草玲、編曲：オオニシユウスケ
「プリュイ」 作詞：白石玲子、作曲：柴草玲、編曲：オオニシユウスケ
- 鳳山雅姫

「月に叢雲 花に風」 作詞：鳳山雅姫、作曲：柴草玲、編曲：柴田俊文
「きんもくせい」 作詞：鳳山雅姫、作曲：柴草玲、編曲：柴田俊文
「やわらかな風」 作詞：鳳山雅姫、作曲：柴草玲、編曲：柴田俊文
「フユノアサ」 作詞：toriyama、作曲：柴草玲、編曲：坂本昌之
- 松田聖子

「エメラルド海岸」 作詞：松本隆、作曲：柴草玲、編曲：大平太一
- 繭子

「真空の明かり」 作詞：繭子、作曲：柴草玲、編曲：安部恭弘・繭子・d'Angers
- 森川美穂

「あじさい」 作詞・作曲・編曲：柴草玲
- 今井ゆうぞう・はいだしょうこ（NHK教育「おかあさんといっしょ」での楽曲）

「まっしろしろすけ」作詞・作曲・編曲：柴草玲
- 横山だいすけ・三谷たくみ（NHK教育「おかあさんといっしょ」での楽曲）

「ながぐっちゃん!」作詞：もりちよこ　作曲・編曲：柴草玲
「おさんぽクンクン」作詞：工藤順子　作曲・編曲：柴草玲
- 横山だいすけ・小野あつこ（NHK教育「おかあさんといっしょ」での楽曲）

「まあるいせかい」作詞：木庭撫子　作曲：柴草玲

## カバーされた楽曲
- オキナワソバヤのネエサンへ
  - 2008年、台湾の歌手・女優、劉若英(レネ・リウ)が「多傻」としてカバー[4]。張艾嘉、劉若英、李心潔の共演映画『20.30.40の恋』（監督＝張艾嘉、2004年・香港映画、劇場未公開、ソニー・ピクチャーズ エンタテインメントが2005年10月DVD化）のサウンドトラックをベースに企画されたアルバム『愛得精彩 20.30.40』 (2CD+VCD、2004年2月26日、Rock Records)とVCDアルバム『多傻』（2005年1月1日リリース、珠影白天鵝音像出版社）に収録。
  - 坂本美雨がカバーしてアルバム『Harmonious』（2006年5月24日リリース）に収録。
- 前山にて
  - 元宝塚歌劇団のトップスター、春野寿美礼がカバーして「前山にて／行かないで NE ME QUITTE PAS」（2009年7月22日リリース）とアルバム『男と女 Un homme et une femme』（2009年8月12日リリース）に収録。

## 出演・音楽担当映画
- 2004年『暁の花』主演 音楽担当
- 2005年『Mademoiselle Audrey』主演
- 2007年『大地を叩く女』助演 音楽担当（ゆうばり国際ファンタスティック映画祭2008・オフシアターコンペティション部門グランプリ受賞）
- 2009年『不惑のアダージョ』主演 音楽担当（ゆうばり国際ファンタスティック映画祭2009・特別上映作品）[5]

いずれも井上都紀監督作品。
- 2011年『おとこのこ』（松永大司監督）音楽担当

## 出演番組
- 柴草玲のイヌラジ（RADIO BERRYほか、2002年4月から）

## CM
- SEIKOの企業CM - 2009年夏以降放映のテレビCM音楽（ピアノソロ曲）を制作。「ゆるぎない時間（30秒）」「ゆるぎない時間（70秒）」。

## 参加ユニット
- マドモアゼル玲とシノブプレ（柴草玲、かわいしのぶ<ベース、ボーカル>）
- ミュージック・ヘアー（大西ユカリ・長見順・柴草玲・GRACE・かわいしのぶ・あのゆかり）※アルバム『THE PILLY SOUL』（2006年11月22日）
- 筆おろし（長見順・柴草玲・GRACE）※ファーストアルバム『Live In Japan』（2004年07月18日、2003年4月19日のライブ盤）
- メルシー兄弟と従姉（最鋭輝、山田晃士、柴草玲）
- 佐藤幸雄とわたしたち（佐藤幸雄、POP鈴木、柴草玲）